# Óscar Rodríguez (salwadorski piłkarz)
Óscar Oswaldo Rodríguez Maldonado (ur. 16 kwietnia 1995 w La Reina) – salwadorski piłkarz występujący na pozycji środkowego pomocnika, od 2019 roku zawodnik Alianzy.